# За българите в Гърция
За българите в Гърция (на гръцки: Οδηγός για τους Βούλγαρους στην Ελλάδα) е списание-справочник който предоставя полезна информация за българите в Гърция. Списанието е основано на 1 януари 2010 година. Списва се на български език в тираж 5000 екземпляра. Разпространява се безплатно. Сградата му на управление се намира на адрес: Атина, пл. Карайскаки, ул. Псарон, 22В. Издател и главен редактор е Виктор Петров.

## Екип
- Виктор Петров – издател и главен редактор
- Иван Чавдаров